# Rofu
Rofu（ロフ）は、札幌在住のFugaとHIROによるヒューマンビートボックスのタッグチーム。
ヒューマンビートボクサーのパフォーマンスへのリアクション動画を中心としたYouTuberとしても活動している。世界大会にも出場している。

## メンバー
Fuga（フウガ）
東京出身、札幌育ち、。Hokkaido Beatbox Battle『七変化』Vol.5（2019年）にて優勝、5代目北海道チャンピオン。
2020年中頃より、Rofuとして活動する際は、サングラスに黒のタンクトップをトレードマークとして着用している。
高校生の頃に、DaichiやHIKAKINをきっかけにビートボックス動画を見るようになり、Vahtang、Reeps One、Masta Micなどの影響で自身もビートボックスの練習を2012年頃より始める。
HIKAKINについてはビートボックスだけでなく商品紹介動画なども含めた古くからのファンである。

HIRO（ヒロ）
北海道旭川市出身。Grand Boost Championship vol2（2018年）にて優勝、2代目日本チャンピオンとなった実績をもつビートボクサー。
Daichiの動画からビートボックスの存在を知り、学校祭でアカペラのボイスパーカッションをしていた兄のステージを見て衝撃を受けたことをきっかけに、2012年頃よりビートボックスを始める。

## 来歴

### 結成〜アジアチャンピオン
FugaとHIROは2014年に札幌のイベントにて知り合い、2017年にお互いの名前の一部をとった「Rofu」の名前にてタッグとしての活動を開始する。
2017年のAsia Beatbox Championshipでベスト8、2018年の同大会にてタッグ部門優勝を獲得し、アジアチャンピオンとなる。
2018年には1ヶ月間、2人でアメリカのニューヨークへ渡り、街頭パフォーマンスで海外での経験も積む。

### コロナ禍〜YouTuberとしての活動
2020年、世界大会Grand Beatbox Battle 2020のタッグ部門の出場権を動画予選枠（ワイルドカード）で獲得。しかし、新型コロナの影響によりGrand Beatbox Battle 2020は延期・中止となり、その他のライブ活動もできない状態となる。
その中において、2020年7月YouTube活動を本格的に開始。HIKAKIN・Daichiをはじめとした国内のビートボクサーや海外のビートボクサーのパフォーマンス解説動画を中心に動画投稿を行なっている。ハイテンションなFugaと冷静なHIROのコントラストが特徴的なリアクションと、アジアチャンピオン目線での的確な解説、ビートボクサーへのリスペクト溢れる2人の人柄が人気となり、再生数やチャンネル登録者数を順調に伸ばす。
お互いの出したビートボックスをコピーし合う「ビートボックスゲーム」も主要コンテンツであり、様々な国内外のプレイヤーとのビートボックスゲーム動画をアップロードしている。

### 世界大会での活躍
2021年10月、ポーランドにて開催されたGrand beatbox battle 2021のタッグ部門に参加、世界3位となる。

### その他の活動の広がり
ビートボックスを軸として、北海道を拠点とする異業種のアーティストとの協働や、地域活性化のクラウドファンディングへの協力等、地域を大事にした活動の幅も広げている。
2021年には札幌を中心に活動するYOSAKOIソーランチームの新琴似天舞龍神の踊りと、津軽三味線三弦小田島流の音と、ヒューマンビートボックスを組み合わせた動画作品づくりにも参加。2022年1月4日に発表された「2021 Vega Digital Awards」のオンライン動画部門（Video/Online Video/Performance&Craft）で入賞している。
2022年、OPEN MIC by JIM BEAMにてZeebraやKEN THE 390、Rude-αやFORK (ICE BAHN)らという日本のヒップホップシーンを牽引する豪華メンバーたちとセッションをする。
2022年にビートボックスクルーSARUKANIと共同で出演者が全員ビートボクサーのイベント「BEAT X FES 2022」を主催。東京と大阪の2DAYSで開催された。

### 二度目の世界大会での活躍
2023年10月、日本にて開催されたGBB 2023 TOKYOにてGBB2021のシード枠として出場。予選を四位で通過し、準決勝戦のrogue wave戦にてGBB2021のリベンジを試みるも敗北、3位決定戦にて韓国のタッグ、jackpotと対戦し勝利。世界3位をキープした。
GBB2024へのシードを獲得となったが、当タッグ曰く、GBB2024には出場しない、とのこと。『これからは自分たちの人気度が上がるような活動をする回数は減っていくであろう』と語った。

### Rofu、youtubeチャンネルのメイン活動を引退
rofuが動画を上げ始める頃から夢にしていた、「HIKAKINさんとDaichiさんとで一緒に動画を撮る」という夢を見事、「Beatbox Game - Hikakin vs Daichi vs Rofu【in HIKAKIN HOUSE】」というHIKAKIN TVからアップされている動画にて実現させ、Rofuの2人自ら、チャンネルでの主な活動であった、ビートボックスに関連する動画を2人が解説するような趣旨の動画をもう投稿しないことを、Rofuチャンネルにて投稿されている、「【解説引退します】今までありがとうございました‼最終回だァ‼オラァああああ‼ 」にて宣言した。

## 大会成績
| 大会名                                  | 結果  |
| --------------------------------------- | ----- |
| Japan Beatbox Championship 2017 Tag部門 | BEST4 |
| Asia Beatbox Championship 2017 Tag部門  | BEST8 |
| Asia Beatbox Championship 2018 Tag部門  | 優勝  |
| Asia Beatbox Championship 2019 Tag部門  | BEST4 |
| Grand Beatbox Battle 2021 Tag部門       | 3位   |
| Grand Beatbox Battle 2023 Tag部門       | 3位   |